# Los Limos (Perú)
Los Limos es una localidad peruana ubicada en el distrito de Papayal, perteneciente a la provincia de Zarumilla del departamento de Tumbes, al norte del Perú. 

## Ubicación
Los Limos se ubica al este de la provincia de Zarumilla, en el distrito de Matapalo, en el departamento de Tumbes. Se ubica muy cerca a la frontera ecuatoriana-peruana.

## Demografía
En 2017 Los Limos tenía una población de 12 habitantes.
| Gráfica de evolución demográfica de Los Limos entre 1993 y 2017 |
|                                                                 |
| Fuentes: Población 1993 y 2017                                  |